# NGC 1027
NGC 1027 è un ammasso aperto visibile nella costellazione di Cassiopea.

## Osservazione

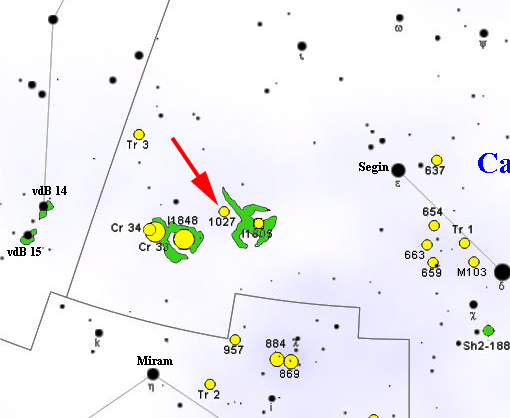
Mappa per individuare NGC 1027.

Si individua nella parte sudorientale della costellazione, in direzione di un ricco campo stellare sul bordo della grande Nebulosa Cuore (IC 1805); appare dominato da una stella bianca di magnitudine 7,03, situata probabilmente in primo piano rispetto all'ammasso. Con un binocolo 10x50 è visibile come una debole macchia chiara concentrata attorno a questa stella; un telescopio da 120mm è in grado di mostrare alcune decine di stelle fino alla magnitudine 12 raccolte attorno ad essa. Nelle foto a lunga esposizione si evidenziano tutt'attorno i filamenti della Nebulosa Cuore.
La declinazione fortemente settentrionale di quest'ammasso favorisce notevolmente gli osservatori dell'emisfero nord, da cui si presenta circumpolare fino alle latitudini medio-basse; dall'emisfero australe d'altra parte resta piuttosto basso e non è osservabile dalle aree lontane dalla zona tropicale. Il periodo migliore per la sua osservazione nel cielo serale è quello compreso fra ottobre e marzo.

## Storia delle osservazioni
NGC 1027 venne individuato per la prima volta da William Herschel nel 1787 attraverso un telescopio riflettore da 18,7 pollici; suo figlio John lo riosservò in seguito e lo inserì poi nel suo General Catalogue of Nebulae and Clusters col numero 578.

## Caratteristiche
NGC 1027 è un ammasso moderatamente ricco e poco studiato, nonostante la sua luminosità; la sua distanza è stimata attorno ai 772 parsec (2520 anni luce) e ricade così sul bordo esterno del Braccio di Orione, in una regione adiacente all'associazione OB nota come Camelopardalis OB1. Entro poche decine di parsec si troverebbero anche i due ammassi Tr 2 e Tr 3.
La sua età è stimata sui 160 milioni di anni ed è pertanto un ammasso evoluto, privo di componenti particolarmente massicce di classe spettrale O e B, le quali hanno già terminato il loro ciclo vitale. Il diagramma HR comprendente le stelle di quest'ammasso risulta piuttosto disperso e poco omogeneo, senza stelle orientate sulla sequenza principale.